# Hrvatski Caritas
Hrvatski Caritas je katolička humanitarna ustanova, koju je 1934. osnovao nadbiskup koadjutor Alojzije Stepinac u Zagrebu. 

## Povijest
Ogranak u Austriji osnovali su pretkraj rata hrvatski svećenici izbjeglice za gladne i egzistencijalno ugrožene Hrvate. Tajnik u Salzburgu bio je Tomislav Mesić. 
Caritas je službeno djelovao do 1946. kada ga je zabranio komunistički režim nove države Jugoslavije. No njegovo djelovanje je nastavljeno u pojedinim župama u obliku pomoći najpotrebnijima preko "Kruha sv. Antuna za siromahe". Nakon II. vatikanskog sabora, počeli su neformalno djelovati Caritasovi uredi u nekim hrvatskim biskupijama. Zagrebački nadbiskup, kardinal Franjo Šeper je 1966. osnovao u Zagrebu karitativnu ustanovu u sastavu "Caritas Internationalis", sa svrhom da pomaže siromasima, beskućnicima, napuštenoj djeci i majkama u nevoljama diljem nekadašnje Jugoslavije, a prva ravnateljica je Jelena Brajša. U prosincu 1989., hrvatski su biskupi osnovali Središnji odbor Caritasa Biskupske konferencije, da na nacionalnom planu organizira djelovanje Caritasa u svakoj biskupiji. U listopadu 1992. godine, nakon osnivanja Hrvatske Biskupske konferencije, Caritas u Hrvatskoj dobiva novi statut i ime Hrvatski Caritas.
Hrvatski Caritas organiziran je po hijerarhijskom načelu: nacionalni Caritas, biskupijski Caritas i župni Caritas.
Središnji ured Hrvatskoga Caritasa u Zagrebu, na nacionalnom planu okuplja i predstavlja sve organizacije Caritasa u Hrvatskoj i koordinira zajedničko djelovanje, a svaki biskupijski Caritas djeluje samostalno na svom području i unutar svoje župne zajednice. Ali za veće pothvate i kad je riječ o pomoći iz inozemstva, župni Caritas radi u zajedništvu sa svojim biskupijskim Caritasom, čija je filijala. Hrvatski Caritas iz svoga središnjeg ureda organizira pothvate i planira programe na nacionalnoj razini.
Glavna je zadaća Hrvatskoga Caritasa koordinirati rad na nacionalnom području. Akcije od velikog značenja, koje prelaze okvire Caritasa jedne biskupije u nadležnosti su Hrvatskoga Caritasa. To su ostvarenja raznih programa pomoći u elementarnim potrebama u ratnim okolnostima, npr. prihvat izbjeglih i prognanih, pomoć u prehrani stanovništva, zdravstvena pomoć, pomoć u obnovi i slično. 
Hrvatski Caritas ima i dva odjela za kumstva djece i ratne siročadi, a trenutno zbrinjava više od 13.000 djece.
Tijekom godine 1995., Hrvatska postupno prelazi iz ratnih u mirnodopske uvjete razvitka. Za nove je zadatke Hrvatski Caritas izradio tri programa: pomoć povratnicima, pomoć pri obnovi razrušenih domova i program kreditiranja malih poduzetnika koji je ograničen na područja pogođena ratnim razaranjima.

## Priznanja
- Hrvatska pošta izdala je 20. listopada 2023. poštansku marku prigodom obilježavanja 90. obljetnice Caritasa Zagrebačke nadbiskupije.[6]
- Hrvatski predsjednik Zoran Milanović uručio je predstavnicima Caritasa u siječnju 2024. Povelju Republike Hrvatske.[7]

## Vanjske poveznice
Mrežna mjesta
- Hrvatski Caritas, službeno mrežno mjesto